# Viverravidae
De Viverravidae zijn een familie van uitgestorven verwanten van de moderne roofdieren (Carnivora). De dieren uit deze groep leefden gedurende het Paleoceen en Eoceen.

## Classificatie
Voorheen werd de Viverravidae samen met de Miacidae ingedeeld in de superfamilie Miacoidea, een groep die de oudste roofdieren van de orde Carnivora omvat. Het voornaamste verschil tussen deze twee families is dat de viverraviden gespecialiseerde snijtanden en minder kiezen hadden. Recentere studies wijzen er echter op dat de Viverravidae buiten de eigenlijke Carnivora valt, waarbij de twee groepen samen de Carnivoramorpha vormen.
Familie Viverravidae
- geslachten: Bryanictis, Didymictis, Ictidopappus, Intyrictis, Pappictidops, Pristinictis, Protictoides, Protictis, Raphictis, Simpsonictis, Viverravus

## Beschrijving
De viverraviden waren kleine, weinig aangepaste, bodembewonende roofdieren die een belangrijke onderdeel vormden van de Noord-Amerikaanse fauna's uit het Paleoceen met een hoogtepunt in de North American Land Mammal Ages Laat-Torrejonian en Vroeg-Tiffanian. Uit oostelijk Azië is alleen Pappictidops bekend. Wat betreft leefwijze waren de viverraviden te vergelijken met de hedendaagse marters en civetkatten. Protictis was in het Vroeg-Torrejonian een van de eerste viverraviden. In het Clarkforkian verscheen de beter aangepaste, oftewel meer carnivore, Viverravus.
De miaciden vervingen de viverraviden als voornaamste carnivoren aan het begin van het Eoceen. Alleen Didymictis en Viverravus zijn nog bekend uit Eoceen en overleefden tot in het Uintan, naast Protictoides die slechts bekend is uit het Vroeg-Uintan.